# Победит (завод)
«Победи́т» — предприятие цветной металлургии во Владикавказе (Северная Осетия). Производит продукцию из вольфрама и молибдена (порошки, штабики, прокат), а также рений.
Решение о строительстве завода было принято Министерством цветной металлургии СССР в 1946 году, строительство началось в 1948 году. На выбор место повлияла близость источника сырья (Тырныаузский ГОК в Кабардино-Балкарии), транспортные связи (железнодорожный и автомобильный транспорт), наличие промышленной площадки завода «Электроцинк» и возможность кооперации двух заводов по ряду хозяйственных функций. Во Владикавказе также была учебная и научная база — Северо-Кавказский горно-металлургический институт.
Уже в 1948 году на экспериментальном участке завода вышла первая продукция из твёрдого сплава, который в те годы назывался «победитом». Название сплава дало имя заводу.
Сейчас ОАО «Победит» занимает площадь 39,7 гектаров, на предприятии работает около 1800 человек.
В январе 2009 года производство на «Победите» было полностью остановлено, впоследствии частично восстановлено. Планируется выйти на 80 % результата 2008 года.
Директора
- Алюшин Виктор Никитич (1966—1982)